# Osmotrophie

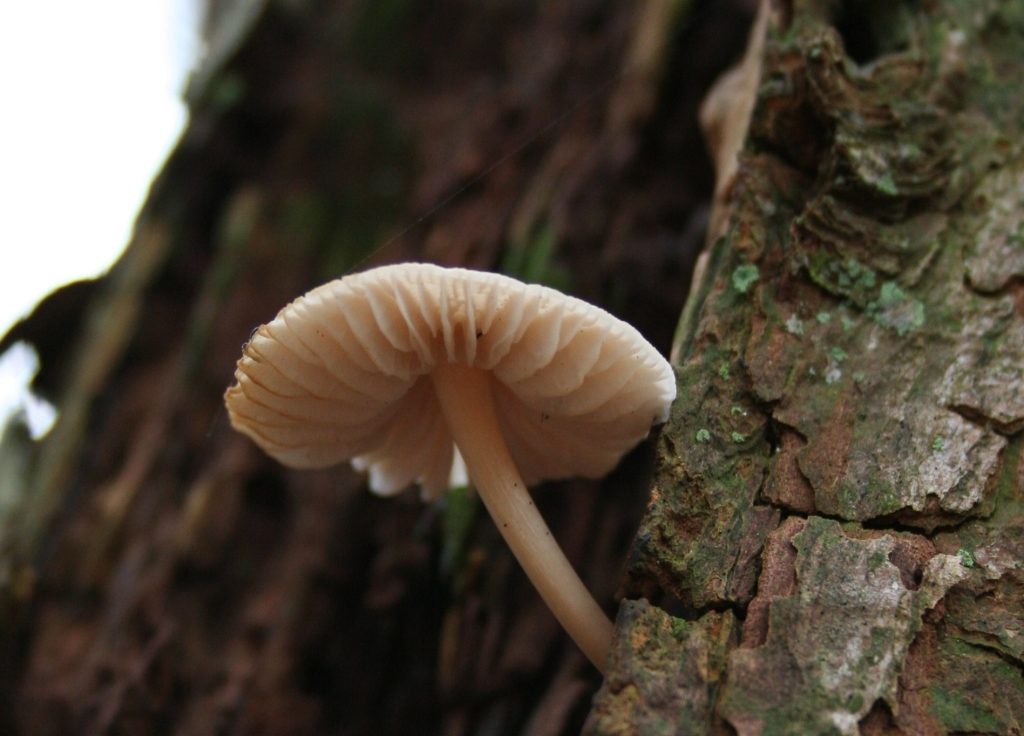
Les champignons obtiennent des nutriments par pression osmotique.

L'osmotrophie est un mode d'alimentation où l'organisme osmotrophe se nourrit à partir de substances dissoutes. La nutrition des organismes osmotrophes est assurée par échange transmembranaire, c'est-à-dire par diffusion d'ions ou de petites molécules au travers de la membrane plasmique, selon un gradient osmotique.
Ce type de nutrition, très répandu chez les micro-organismes, est également le fait d'un certain nombre d'animaux, libres ou parasites. Il n'est possible que dans des environnements liquides (milieux aquatiques, fluides intérieurs d'animaux ou de végétaux) ou par la synthèse d'enzymes qui « digèrent » leur environnement solide.
Cette stratégie alimentaire hétérotrophe qui s'oppose à la phagotrophie, se distingue aussi de l'absorbotrophie chez qui l'absorption des nutriments n'est pas guidée selon un gradient osmotique.